# قسم بالا خيابان ليتكوة الريفي (مقاطعة آمل)
قسم بالا خیابان لیتکوة الريفي (بالفارسية: دهستان بالاخیابان لیتکوه) هي قسم تقع في إيران في قسم. يقدر عدد سكانها بـ 22,171 نسمة .